# Phorinia denticulata
Phorinia denticulata là một loài ruồi trong họ Tachinidae.